# Критерій Дарбу
В аналізі функцій дійсних змінних, Інтеграл Дарбу або Сума Дарбу — це одне з можливих визначень інтегралу функції. Інтеграли Дарбу еквівалентні інтегралам Рімана. Це означає, що функція є інтегрованою за Дарбу тоді і тільки тоді якщо вона інтегрована за Ріманом і значення двох інтегралів, якщо вони існують, є однаковими. Інтеграли Дарбу є простішими щодо їх визначення, ніж інтеграли Рімана. Інтеграли Дарбу отримали свою назву від імені їх відкривача, Ґастона Дарбу.

## Сума Дарбу

### Означення

Нижня (зелена) і верхня (сіра) суми Дарбу на 4 відрізках розбиття

Нехай на відрізку {\displaystyle [a,b]} визначена дійсна функція {\displaystyle f}.
Розглянемо розбиття
{\displaystyle \tau =\left\{{{x}_{k}}\right\}_{k=0}^{n}:a={{x}_{0}}<{{x}_{1}}<\ldots <{{x}_{n-1}}<{{x}_{n}}=b}.
Введемо позначення
{\displaystyle {{m}_{k}}=\inf \left\{f\left(x\right):x\in \left[{{x}_{k-1}},{{x}_{k}}\right]\right\},k={\overline {1,n}}},
{\displaystyle {{M}_{k}}=\sup \left\{f\left(x\right):x\in \left[{{x}_{k-1}},{{x}_{k}}\right]\right\},k={\overline {1,n}}}.
Нарешті, розглянемо суми
{\displaystyle s\left(f,\tau \right)=\sum \limits _{k=1}^{n}{{{m}_{k}}\left({{x}_{k}}-{{x}_{k-1}}\right)}} — нижня сума Дарбу,
{\displaystyle S\left(f,\tau \right)=\sum \limits _{k=1}^{n}{{{M}_{k}}\left({{x}_{k}}-{{x}_{k-1}}\right)}} — верхня сума Дарбу.

### Властивості сум Дарбу
- Нижня сума Дарбу не перевищує верхньої суми Дарбу на заданому розбитті.

{\displaystyle \forall \tau \ s\left(f,\tau \right)\leq S\left(f,\tau \right)};

При здрібненні розбиття нижня сума збільшується верхня сума зменшується

- Нижня сума Дарбу на деякому розбитті не перевищує верхньої суми Дарбу на подрібненні цього розбиття. Аналогічно верхня сума Дарбу на деякому розбитті не менше нижньої суми Дарбу на подрібненні цього розбиття.

{\displaystyle \forall {{\tau }_{1}},{{\tau }_{2}}:{{\tau }_{1}}\subset {{\tau }_{2}}\ \left\{{\begin{aligned}&s\left(f,{{\tau }_{1}}\right)\leq s\left(f,{{\tau }_{2}}\right)\\&S\left(f,{{\tau }_{1}}\right)\geq S\left(f,{{\tau }_{2}}\right)\\\end{aligned}}\right.},
{\displaystyle {{\tau }_{1}}\subset {{\tau }_{2}}} означає, що {\displaystyle {{\tau }_{2}}} є подрібнення розбиття {\displaystyle {{\tau }_{1}}};
- Якими б не були два розбиття одного й того самого відрізка, нижня сума Дарбу на одному розбитті не перевищує верхньої суми Дарбу на іншому розбитті.

{\displaystyle \forall {{\tau }_{1}},{{\tau }_{2}}\ s\left(f,{{\tau }_{1}}\right)\leq S\left(f,{{\tau }_{2}}\right)},
Висновок: нижні суми Дарбу обмежені зверху, а верхні — знизу.
- Нехай {\displaystyle {{I}^{*}}\left(f\right)} і {\displaystyle {{I}_{*}}\left(f\right)} — верхній та нижній інтеграли Дарбу відповідно. Тоді

{\displaystyle \forall \tau \ s\left(f,\tau \right)\leq {{I}_{*}}\left(f\right)\leq {{I}^{*}}\left(f\right)\leq S\left(f,\tau \right)};
- Нехай {\displaystyle \sigma (f,\tau ,\zeta )} — інтегральна сума. Тоді {\displaystyle \forall \tau }

{\displaystyle s(f,\tau )=\inf _{\zeta }\sigma (f,\tau ,\zeta )},
{\displaystyle S(f,\tau )=\sup _{\zeta }\sigma (f,\tau ,\zeta )}.

## Інтеграл Дарбу
Верхнім інтегралом Дарбу називають число
{\displaystyle {{I}^{*}}\left(f\right)=\inf \left\{S\left(f,\tau \right):\tau \right\}},
де {\displaystyle \tau } — деяке розбиття множини, а {\displaystyle S\left(f,\tau \right)} — його верхня сума Дарбу.
Відповідно нижнім інтегралом Дарбу називають:
{\displaystyle {{I}_{*}}\left(f\right)=\sup \left\{s\left(f,\tau \right):\tau \right\}},
де {\displaystyle s\left(f,\tau \right)} — нижня сума Дарбу.

## Критерій Дарбу інтегровності функції
Наведені твердження надані для функції одної змінної.
Нехай дійсна функція {\displaystyle f\left(x\right)} визначена і обмежена на відрізку {\displaystyle \left[a,b\right]}. Нехай {\displaystyle {{I}^{*}}\left(f\right)} і {\displaystyle {{I}_{*}}\left(f\right)} — верхній та нижній інтеграли Дарбу функції {\displaystyle f\left(x\right)} на заданому відрізку відповідно. Тоді такі 3 умови еквівалентні:
- {\displaystyle f\left(x\right)} інтегровна за Ріманом на відрізку {\displaystyle \left[a,b\right]},
- {\displaystyle {{I}^{*}}\left(f\right)={{I}_{*}}\left(f\right)=\int \limits _{a}^{b}{f\left(x\right)dx}},
- {\displaystyle {{\forall }_{\varepsilon >0}}\ {{\exists }_{\delta \left(\varepsilon \right)}}:\ {{\forall }_{\tau :\Delta \tau <\delta \left(\varepsilon \right)}}\ S\left(f,\tau \right)-s\left(f,\tau \right)<\varepsilon }, де {\displaystyle \tau } і {\displaystyle \Delta \tau } — деяке розбиття і його дрібність (див. також діаметр розбиття).